# Арбора (Новара)
Арбора је насеље у Италији у округу Новара, региону Пијемонт.
Према процени из 2011. у насељу је живело 124 становника. Насеље се налази на надморској висини од 328 м.